# Вовк японський
Вовк японський (Canis lupus hodophilax) — вимерлий підвид вовка, що був ендеміком островів Хонсю, Сікоку та Кюсю, Японський архіпелаг. Один із двох підвидів вовка з Японського архіпелагу (інший Canis lupus hattai).
Філогенетичні дані вказують на те, що японський вовк був останнім диким представником плейстоценової лінії вовків (на відміну від C. l. hattai, який належав до лінії сучасного сірого вовка), і потенційно міг бути найближчим диким родичем домашньої собаки. 
Багато порід собак, які походять з Японії, також мають ДНК японського вовка з минулої гібридизації.

Незважаючи на те, що в Японії шанували C. l. hodophilax, поширення сказу та чумки собак призвело до винищення популяції. Під час Реставрації Мейдзі (1868—1888) вовків почали цілеспрямовано винищувати за підтримки влади. 
Хоча в ХХ — ХХІ століттях є задокументовані повідомлення  спостереження поодиноких особин, залишаються сумніви щодо їхньої ідентифікації: C. l. hodophilax жили невеликими зграями, а листяні ліси, де мешкав японський вовк, були значною мірою замінені хвойними насадженнями.

## Назва
Назва підвиду C. l. hodophilax походить від грецьких слів «hodos» (шлях) і «phylax» (охоронець), і є посиланням до японського фольклору, який зображував вовків як захисників мандрівників.

## Опис
Японський вовк був меншим за розміром у порівнянні з іншими вовками азійського і північноамериканського континентів. У холці він сягав 56-58 см. У нього були коротші ноги ніж у Canis lupus lupus, та дрібніша шерсть.

## Історичне поширення та вимирання
Японський вовк був поширеним на островах Кюсю, Сікоку та Хонсю. Підвид був досить поширеним у малонаселених районах до середини XIX століття. Під час Реставрації Мейдзі (1868—1888) вовків почали цілеспрямовано винищувати за підтримки влади. Причиною стала епідемія сказу серед вовків, внаслідок чого почастішали напади на людей і домашніх тварин. Останній японський вовк був убитий 23 січня 1905 року у селі Гідасі-Йосіно у префектурі Нара.

## Таксономія та походження
C. l. hodophilax не був найменшим вовком у світі. 
Завдовжки череп дорослого Canis lupus arabs в середньому становить 200,8 мм, що менше, ніж у C. l. hodophilax. 
У 2009 році остеологічне дослідження показало, що череп японського вовка мав завдовжки 206,4 мм — 226,0 мм, і що одних лише морфологічних ознак було недостатньо, щоб відрізнити японського вовка від великих домашніх собак, таких як порода акіта.

Залишки диких місцевих собак, що датуються періодом пізнього Едо (1603 і 1868), яма-іну, іноді плутали з японським вовком через остеологічну схожість між ними 

C. l. hodophilax мешкав на островах Кюсю, Сікоку та Хонсю
, 
але не на острові Хоккайдо.
 
Це вказує на те, що його предок міг мігрувати з азійського континенту через Корейський півострів до Японії.

Філогенетичне дерево, створене з його послідовностей мітохондріальної ДНК, виявило довгу гілку, яка відокремлювала C. l. hodophilax від інших популяцій сірого вовка і що вона належить до стародавньої гаплогрупи мДНК 2 (на ХХІ сторіччя представлена Canis lupus italicus та деякими іншими популяціями в Євразії), тоді як C. l. hattai належить до гаплогрупи 1 мДНК, і це говорить про те, що C. l. hodophilax був першим прибувшим на Японський архіпелаг, а C. l. hattai прибув нещодавно з півночі. 
Раніше, науковці вважали що C. l. hodophilax прибули до Японії під час пізнього плейстоцену між 25 000–125 000 років тому
, 
проте останні дослідження, яке розглядало рівень моря Корейської протоки в минулому разом із часом виникнення C. l. hodophilax, показало, що він заселив південні острови менше ніж за 20 000 років тому.

Порівняння послідовностей із 113 стародавніх зразків Canis із Китаю та Росії не збігалося, що вказувало на те, що жоден із цих зразків не був предками C. l. hodophilax.

Аналіз мітохондріальної ДНК 1576 собак у всьому світі показав, що кішю
 
та сибірський хаскі

мали той самий гаплотип, що й японський вовк, що вказує на минуле схрещування.

Більш детальне дослідження мітохондріальної ДНК японського вовка показало, що їх можна розділити на дві окремі групи, і що послідовності кішу,  сибірського хаскі та шіба-іну також можна розділити на дві групи.

Ці собаки відповідають кладі F філогенетичного дерева мДНК серед собак у всьому світі 

із собаками гаплогрупи клади F, що походять від рідкісної суміші між самцями собак і більш ніж однією самицею C. l. hodophilax, що внесло свій внесок до генофонду собак.

У 2021 році геномне дослідження виявило, що японський вовк був останнім представником лінії плейстоценових вовків, решта вимерла наприкінці пізнього плейстоцену (11 700 років тому). 
Дослідження показало, що ця лінія займає власну гілку на сімейному дереві сірого вовка, причому сучасний сірий вовк і більшість домашніх собак (крім індіанських собак і деяких азійських порід) тісніше пов’язані один з одним, ніж із плейстоценовими вовками. 

Навпаки, пізніші дослідження того ж року показало, що C. l. hodophilax є найближчим диким родичем домашніх собак взагалі. 
Встановлено, що Canis lupus hodophilax найбільш тісно пов’язані зі східноєвразійськими породами собак, причому обидві лінії розходяться лише після того, як їхній родовід предків відокремився від західноєвразійських порід собак; 
проте багато західноєвразійських порід собак також успадкували алелі Canis lupus hodophilax через метизацію зі східноєвразійськими породами. Дослідження показало, що динго та новогвінейський співочий собака генетично найближчі до C. l. hodophilax, поділяють майже 5,5% геномної інтрогресії. 
Однак це дослідження ще не пройшло експертну рецензію.

Змішування з домашніми та дикими собаками було звичайним явищем в Японії, і відрізнити оригінального вовка було вже важко, оскільки наукові підходи до класифікації та ідентифікації видів почалися лише у період Мейдзі, де влада не могла відрізнити пошкодження від вовків і собак. 
Навмисне схрещування диких вовків і домашніх собак, прикутих назовні, для створення сильних порід було звичайним явищем, і деякі «типи» «вовків» були загальновизнаними громадськістю, включаючи потенційних гібридів F1.

Все це спонукало японських дослідників зазначити, що гібридизація відбувалась на всьому терені архіпелагу, включаючи Хоккайдо, і може порушити генетичні та морфологічні дослідження для визначення справжніх C. l. hodophilax і C. l. hattai